# Haworthia exilis
Haworthia exilis är en grästrädsväxtart som beskrevs av M. Hayashi. Haworthia exilis ingår i släktet Haworthia och familjen grästrädsväxter. Inga underarter finns listade i Catalogue of Life.